# Зеленьково (Жарковский район)
Зеленьково — деревня в Жарковском районе Тверской области. Административный центр Жарковского сельского поселения.

## География
Деревня расположена в северной части района, у границы с Западнодвинским. Находится на левом берегу реки Велеса, расстояние до пгт Жарковский составляет 33 км. Ближайший населённый пункт — деревня Афонино.

## Улицы
Уличная сеть деревни представлена двумя улицами и двумя переулками:
- Зелёная улица
- Набережная улица
- Малый переулок
- Зелёный переулок

## История
Впервые населённый пункт упоминается в 18 веке (могильная плита). До 1917 года Зеленьково являлось имение московского помещика И. А. Бруно. В 1924 году — в составе Земцовской волости Бельского уезда Смоленской губернии; имело 9 дворов, 40 жителей. В 1930 году в Зеленьково был создан колхоз.
В 1997 году в деревне имелось 29 хозяйств и проживало 57 человек. На тот момент в Зеленьково располагалась администрация сельского округа, молочноприемный пункт, неполная средняя школа, клуб, отделение связи, магазин.
В 2011 году в деревне проводилась Летняя Экологическая школа (ЛЭШ-2011).

## Население
| 2010 |
| ---- |
| 34   |

В 2002 году население деревни составляло 47 человек.
Национальный состав
Согласно результатам переписи 2002 года, в национальной структуре населения русские составляли 100 % от жителей.

## Достопримечательности
Братская могила воинов, павших в Великой Отечественной войне.